# ナイスク
ナイスク（NAISG）は、出版制作、企業支援、スキー教室、テニス教室を行う日本の会社。
1959年に設立されたオーストリアスキー教室を母体とし、現在はスキー教室やテニス教室の運営、単行本や雑誌の企画・制作、他企業の販促やコンサルティングなど、業務は多岐に渡る。
NAISGは、NIPPON AUSTRIA INTERNATIONALE SCHI GESELLSCHAFTの略で、日本オーストリアスキー協会を意味する。

## 出版制作
編集プロダクションとして、主に実用書を制作。スポーツ、カメラ・写真、ビジネス、旅行・レジャー、ペット、ダイエット・健康、手芸、趣味、文芸書、バラエティー、教育など、多様なジャンルを扱う。
特にスポーツ関連書は、前述したスポーツ学校での講習経験を生かし、制作における主要ジャンルとなっている。扱うスポーツは野球、ゴルフ、サッカー、テニス、ヨガ、スキー、スノーボード、モーグル、ボディボード、スケボー、ハーフパイプ、インラインスケート、アイススケート、フィギュアスケート、ウォーキング、アメフト、フットサル、卓球、バレーボール、バスケットボール、水泳、ボクシング、マラソン、チアリーディ ング、小学校体育（跳び箱、かけっこ、逆上がり、自転車etc.）、アスリートコーチング、総合格闘技、バドミントン、フラダンス、マラソン、筋トレ、太極拳、ボウリング、フラメンコなど幅広い。
カメラ・写真関連の方面にも強く、カメラ専門店である株式会社キタムラとタイアップし、紙面上でコンテストを開催するなどしている。
TVCM、ラジオCM、PRビデオなど、200タイトル以上の映像制作もしている。

### 主なベストセラー
- 「企画書提案書の書き方」（実業之日本社）
- 「DVDながらダイエット キレイにヤセるパワーヨガ」（英知出版）
- 「かけっこが速くなる！逆あがりができる！」（池田書店）
- 「体育の教科書」（山と渓谷社）

### 定期刊行物
- フォトコンライフ（双葉社）

## オーストリアスキー教室
オーストリアスキー教室とは、(株)ナイスクが運営するスキースクールである。

## ナイスク テニスキャンプ
ナイスクテニス教室とは、(株)ナイスクが運営するテニススクールである。
1972年に日本で初めてテニスキャンプを開催し、現在も千葉県・長野県などで年間約20回の宿泊型テニス教室を開催。
約15,000名、のべ45,000名が参加。
1983年からは協和発酵キリン株式会社と提携し、東北沢テニススクールを開校。のべ42,000名が参加。
技術書やルールブックの監修もしている。
- 1972年 テニスキャンプの草分け「山麓テニス教室」開始
- 1975年 「山麓テニス教室」を「ナイスクテニス教室」に改称
- 1983年 協和発酵（株）（現・協和発酵キリン株式会社）と提携、「サントネージュテニス教室」を始める
- 1988年 メンバーシステム「クラブナイスク」をはじめる
- 2003年 「サントネージュテニス教室」を「東北沢テニススクール」に改称。テニスの戦術&技術を監修
- 2006年 『テニスが強くなる 勝てるダブルスのコツ50』を監修
- 2007年 『ダブルスで勝てる テニス練習のコツ50』を監修
- 2009年 『絶対うまくなるテニス DVD付』を監修

## 沿革
- 1959年 NHK、朝日新聞社の後援により「オーストリアスキー教室」を開く。
- 1978年 株式会社ナイスク（NAISG）設立
- 1985年 「並才強化フツーのスキー（松尾喬著）」発行。以降、出版事業を展開
- 1988年 スキー雑誌「ブラボースキー」にスキー技術連載開始
- 1989年 スキービデオ「パワースキー入門全4巻」制作。以降、映像制作を展開
- 1991年 テレビ番組「WOWOWスキーレッスン」制作
- 2000年 季刊誌「フォトコンライフ」発刊
- 2001年 読売新聞社発行の写真誌編集
  - 以降、読売風景写真コンテストの雑誌編集
- 2002 年 「企画書提案書の書き方」制作。本書は後にベストセラーに。（2006年10月現在15刷発行）
  - ビジネス書ジャンルスタート
- 2003 年 企業支援事業部を展開。様々な企業にメディアを利用したコンサルテーションを行う
- 2004 年 「ビジ単」制作。「○○単」タイトルブームの火付け役となる
- 2005 年 4月 「DVDながらダイエット キレイにヤセるパワーヨガ」制作
  - amazonダイエット・ヨガ部門で売り上げ第1位に
- 2005年 9月 「かけっこが速くなる！逆あがりができる！」制作
  - 子ども向け運動本の新ジャンルがベストセラーに
- 2005年11月 フリーペーパー「さらてん」創刊。日販、共同印刷他7社でアライアンスを組む。
  - 新橋限定の7万部を発行。1週間で90%配布
- 2006 年 「仕事のさばき方」制作
  - 企業支援事業部オリジナルの研修を書籍化
  - 日本初のペン回し専用教本『ペンスピ魂』を制作